# The Man in a Blue Turban with a Face
The Man in a Blue Turban with a Face è l'album di debutto del gruppo rock Sperimentale Man Man.

## Tracce
1. Against the Peruvian Monster
2. 10lb Moustache
3. Zebra
4. Sarsparillsa
5. White Rice, Brown Heart
6. Gold Teeth
7. Magic Blood
8. The Fog or China
9. I, Manface
10. Man Who Make You Sick
11. Werewolf (On the Hood of Yer Heartbreak)